# Fotis Kafatos
Fotis Constantine Kafatos (en griego: Φώτης Καφάτος ; Heraclión, isla de Creta, 16 de abril de 1940 - ibidem, 18 de noviembre de 2017) fue un biólogo griego especializado en entomología molecular.

## Biografía
Hijo de un ingeniero agrónomo cretense, Fotis C. Kafatos obtuvo una beca Anne Gruner Schlumberger para ir a estudiar a Estados Unidos, antes del golpe de Estado de los coroneles. 
Trabajó en el campo de la clonación a partir del ADN complementario en la malaria y participó en los estudios de secuenciación del genoma de la mosca drosophila y del mosquito culicidae o anopheles gambiae, acabado en 2002, con el fin de comprender por qué algunos insectos eran portadores del parásito plasmodium, vector de la malaria, y otros no. Ha dirigido el Laboratorio Europeo de Biología Molecular de 1993 a 2005. Hasta noviembre de 2013, presidió el Consejo Europeo de Investigación.